# Eubacterium saburreum
Eubacterium saburreum è una specie di batterio appartenente alla famiglia delle Eubacteriaceae.